# Nassarius deshayesianus
Nassarius deshayesianus là một loài ốc biển, là động vật thân mềm chân bụng sống ở biển thuộc họ Nassariidae.

## Miêu tả
Kích thước vỏ ốc khoảng 15 mm

## Phân bố
Loài này phân bố ở Biển Đỏ.